# Ханбуланское водохранилище
Ханбуланское или Ханбуланчайское водохранилище (азерб. Xanbulançay su anbarı) — водохранилище в Азербайджане, расположенное вблизи посёлка Гиркан Ленкоранского района.
Водохранилище также называют «жемчужиной Ленкорани» (азерб. Lənkəranın incisi).
Ханбуланское водохранилище было построено для орошения Ленкоранских чайных плантаций. Помимо этого, водохранилище обеспечивает питьевой водой население города Ленкорань.
На территории вокруг Ханбулана действует несколько небольших рекреационных центров.

## Описание
Площадь Ханбуланского водохранилища составляет 3,74 км², а объём — 52 млн м³. Средняя глубина водохранилища равна 18 м. Высота дамбы водохранилища составляет 64 м, а длина — 550 м.

## История
Ханбуланское водохранилище было введено в эксплуатацию в 1976 году, обеспечив орошение 22 тысяч га пахотных земель в субтропической зоне.
В 2013 году здесь была построена водозаборная установка для обеспечения водой города Ленкорань и окрестных сёл.